# 加拿大政党列表
加拿大政黨列表列舉了加拿大的主要政黨。

## 聯邦政黨
與許多國家的政黨制度不同，加拿大的政黨儘管名稱和政策立場相似或相同，但其聯邦級別政黨往往與省或地區级政黨的關係鬆散。一個特殊的例外是新民主黨，它在組織上與除魁北克省外的大多數省級新民主黨整合在一起，包括共享黨員。

## 省級政黨

### 英屬哥倫比亞省
在1903年之前，該省缺乏強大的政黨紀律，政府很少能夠持續超過兩年，因為獨立意識強烈的議員經常改變陣營。省議員在眾多黨派標籤下當選，許多人以無黨籍身份參選，沒有任何政黨擁有穩固的多數席位。1903年的第一個政黨政府是保守黨。從那時起，紀律嚴明的黨團一直是英屬哥倫比亞省政治的支柱。目前在卑詩省選舉局登記的政黨名單可在英屬哥倫比亞省選舉局網站上找到。

### 西北地區
從大約1897年到1905年，政黨活動活躍；然而，當亞伯達省和薩克其萬省從人口稠密的地區——西北地區分立出來時，立法政府被取消。1951年，民選立法政府重新建立。與努納福特地區一樣，西北地區選舉獨立候選人並通過共識政府的方式運作。近年來，一些候選人聲稱他們代表某個政黨參選，但地區法律不承認政黨。

#### 1897年至1905年歷史政黨
- 西北地區自由黨（英语：North-West Territories Liberal Party）
- 西北地區自由—保守黨（英语：North-West Territories Liberal-Conservative Party）

### 努納福特地區
該地區於1999年成立，其立法機構採用共識政府模式。努納福特地區實行一院制立法議會，其議員皆以個人身份參選而均無政黨身份，而立法會運作以共識為准。

### 薩克其萬省
薩克其萬省都有無黨籍候選人參選的傳統，並且還有一些候選人會以政黨聯盟共同推舉或以與政黨關係密切者等身份參與選舉。

## 市級政黨
加拿大絕大多數市級政府是採用無政黨制度，但溫哥華和蒙特利爾的市政府卻採用政黨制。

### 本拿比
本拿比市議會由8名議員組成，其最近的選舉結果為本拿比市民協會（Burnaby Citizens Association）佔據6席，本拿比綠黨（Burnaby Green Party）和一個本拿比（ONE Burnaby）各佔據1席。

### 蒙特利爾
蒙特利爾是加拿大目前唯二擁有市級政黨的城市之一。蒙特利爾市級政黨合法化是在1978年，由當時魁北克人黨所執政的魁北克省省政府批准，但實際上這些政黨早就已經開始活動。

### 素里
素里市市議會由1名市長和8名議員組成，根據2022年的最新選舉結果，素里聯絡黨（Surrey Connect）獲得市長及4名議員席次；素里安全聯盟和素里優先黨各有2名議員席次。

### 溫哥華
溫哥華是加拿大目前唯二擁有市級政黨的城市之一。溫哥華的市政歷來由中右翼立場的無黨派協會所主導；這是一個“自由派企業聯盟”，其成立的主要目的是對抗當時的民主社會主義政黨合作社聯邦聯合會。但自2008年選舉後，溫哥華願景黨開啟了長達10年的主導地位，直至其在2018年選舉中敗選。目前溫哥華市政府由優化城市黨執政。